# Ys Net
Ys Net est une entreprise japonaise de développement de jeux vidéo fondée le 11 novembre 2008 par Yū Suzuki, l'ancien chef de l'équipe AM2 de Sega et créateur des séries Virtua Fighter et Shenmue.

## Liste de jeux
- 2010 - Shenmue City
- 2011 - Virtua Fighter: Cool Champ
- 2013 - Bullet Pirates
- 2014 - Virtua Fighter: Fever Combo
- 2019 - Shenmue III
- 2022 - Air Twister
- 2025 - Steel Paws